# Statens Järnvägar
Statens Järnvägar (afgekort: SJ) (Zweeds, staatsspoorwegen) was tot 2001 de nationale spoorwegmaatschappij van Zweden, die tot 1990 het monopolie bezat op spoorvervoer in Zweden.

## Geschiedenis
De Zweedse staatsspoorwegen ontstonden in 1856, toen de eerste grote spoorlijn in Zweden in bedrijf werd genomen. Daarna groeide het staatsbedrijf uit tot een conglomeraat dat vele, direct of indirect, vervoersgerelateerde activiteiten ontplooide. Naast het railverkeer was ook het openbaar vervoer per autobus grotendeels in handen van SJ, totdat eind jaren 80 de Zweedse regering besloot om SJ op te delen en te verkopen. Alleen de railinfrastructuur, beheerd door Banverket, bleef in handen van de overheid. Het busverkeer en de eigen reisbureauketen die SJ bezat, werden verkocht, de spooractiviteiten werden opgedeeld en gingen als particuliere ondernemingen verder. Het personenvervoer ging verder onder de naam SJ AB, het goederenvervoer als Green Cargo. De onderhoudsafdelingen van het rollend materieel werd geprivatiseerd onder de naam de EuroMaint Rail AB. De ondersteunende diensten en het vastgoedbeheer werden ook in verschillende bedrijven geprivatiseerd. De huidige situatie is daarmee vergelijkbaar met die in veel andere Europese landen die hun spoorvervoer hebben verzelfstandigd.
Met de vaste oeververbinding tussen Denemarken en Zweden, de Sontbrug, werd het grootste infrastructuurproject van de 21e eeuw in Noord-Europa gerealiseerd. Op 1 december 1999 werden de laatste spoorstaven gelegd. Op 1 juli 2000 werd de officiële opening verricht door de Deense koningin Margrethe en de Zweedse koning Karel Gustaaf.
- AB Transitio is een Zweedse lease-maatschappij die op 1 december 2007 opgericht voor het vermogensbeheer van het rollend materieel. Dit bedrijf is eigenaar van het grootste deel van het Zweeds reizigersmaterieel.

### DSB
Op de volgende spoorlijnen werd het personenvervoer verzorgd door een samenwerking van SJ en DSB vanaf het begin op 1 juli 2000 tot 11 januari 2009.
De treindienst werd uitgevoerd met treinstellen van het type Littera, Zweedse type: X31 / Deense type: ET
- Kopenhagen H - Malmö C
- Malmö C - Göteborg C
- Malmö C - Kristianstad
- Malmö C - Kalmar
- Malmö C - Karlskrona

De aanbesteding van deze treindiensten in de periode van 11 januari 2009 tot eind 2016
werden gewonnen door DSBFirst, een samenwerkingsverband tussen DSB en First Group. Door financiële problemen worden de Zweedse treindiensten in december 2011 overgenomen door Veolia Transport.

## Elektrische tractie
De elektrificatie begon in 1915 met de Malmbanan. Daarna volgden de grote trajecten werden tussen 1923 en 1951 geëlektrificeerd met een spanning van 15.000 volt 16 2/3 Hz wisselstroom.